# Nogometni klub Metalleghe-BSI
Il Nogometni klub Metalleghe-BSI, conosciuto semplicemente come Metalleghe-BSI, è una squadra di calcio di Jajce, una città nella Federacija (Bosnia ed Erzegovina).

## Nome
- Nel 2009 viene fondato come Maestral '95. La Operazione Mistral (Operacija Maestral in lingua bosniaca) ha permesso di liberare Jajce ed il suo comune nel settembre 1995 durante la Guerra in Bosnia ed Erzegovina.
- Nel 2011 cambia il nome in Maestral BSI. La B.S.I. d.o.o. di Jajce è una fabbrica di leghe in silicio e fa parte del gruppo Metalleghe, una ditta italiana che a Jajce produce Silicio Metallico e Silica Fume[1].

## Storia
Viene fondato il 6 agosto 2009 come NK Maestral '95 da Nikola Bilić (primo presidente), Matija Lučić, Nikola Jurinović, Josip Bošković e Jozo Lučić. Viene inserito nel campionato più basso, a Jajce è la Druga liga ŽSB ("seconda lega regionale del Cantone della Bosnia Centrale", quinto livello), ma grazie a due promozioni consecutive raggiunge la terza divisione, la Druga liga FBiH, la prima su base inter-regionale.
A questo punto, nell'autunno 2011, comincia la cooperazione con la ditta B.S.I. d.o.o. che diventa lo sponsor principale e immette soldi, ed anche il nome viene cambiato in NK Maestral BSI. Tre stagioni in Druga liga ed una nuova promozione porta la squadra in Prva liga FBiH, la seconda divisione.
Nel 2014 entra anche lo sponsor principale – permettendo il passaggio dal dilettantismo al professionismo – ed il nome viene nuovamente cambiato in NK Metalleghe-BSI. Nel 2016 raggiunge la massima divisione, la Premijer liga BiH, ma la categoria viene mantenuta per una stagione soltanto e, da allora, la squadra milita in Prva liga FBiH.
Nelle stagioni 2013–14 e 2014–15 vi è stata anche una seconda squadra che ha militato in Druga liga ŽSB.

### Cronistoria
| Stagione | Campionato              | Campionato | Campionato | Campionato                | Coppa      |
| Stagione | Categoria               | Liv.       | Posizione  | Verdetti                  | Coppa      |
| -------- | ----------------------- | ---------- | ---------- | ------------------------- | ---------- |
| 2009–10  | Druga liga ŽSB          | V          | ???        |                           | n.q.       |
| 2010–11  | Prva liga ŽSB           | IV         | 1º         |                           | n.q.       |
| 2011–12  | Druga liga FBiH - Ovest | III        | 3º su 12   |                           | n.q.       |
| 2012–13  | Druga liga FBiH - Ovest | III        | 5º su 12   |                           | n.q.       |
| 2013–14  | Druga liga FBiH - Ovest | III        | 1º su 12   | Promosso in 1.liga        | n.q.       |
| 2014–15  | Prva liga FBiH          | II         | 6º su 16   |                           | Ottavi     |
| 2015–16  | Prva liga FBiH          | II         | 1º su 16   | Promosso in Premijer liga | n.q.       |
| 2016–17  | Premijer liga BiH       | I          | 11º su 12  | Retrocede in 1.liga       | Sedicesimi |
| 2017–18  | Prva liga FBiH          | II         | 8º su 16   |                           | Sedicesimi |
| 2018–19  | Prva liga FBiH          | II         |            |                           | Sedicesimi |

## Stadio
Disputa le partite casalinghe al Gradski stadion Mračaj (stadio cittadino Mračaj) e ha una capienza di 3 000 posti.

## Palmarès

### Competizioni nazionali
- Prva liga Federacije Bosne i Hercegovine: 1

2015-2016
- Druga Liga Federacije Bosne i Hercegovine: 1

2013-2014